# بوتورفانول
بوتورفانول (انگلیسی: Butorphanol) یک ضددرد اپیوئیدی آگونیست-آنتاگونیست مصنوعی از نوع مورفینان است. بوتورفانول از نظر ساختاری بیشتر با لوورفانول مرتبط است.
بوتورفانول به عنوان نمک تارتارات در فرمولاسیون‌های تزریقی، قرصی و اسپری داخل بینی موجود است. شکل قرص آن تنها در سگ‌ها، گربه‌ها و اسب‌ها به دلیل فراهمی زیستی کم در انسان استفاده می‌شود.

## کاربردها
رایج‌ترین نشانه برای بوتورفانول، مدیریت میگرن با استفاده از فرمول اسپری داخل بینی است. همچنین ممکن است به صورت تزریقی برای مدیریت درد متوسط تا شدید، به عنوان مکملی برای بیهوشی عمومی متعادل و مدیریت درد در حین زایمان استفاده شود. بوتورفانول همچنین در کاهش لرز بعد از عمل بسیار مؤثر است (به دلیل فعالیت آگونیست کاپا). بوتورفانول در کاهش درد در زنان موثرتر از مردان است.

## عوارض جانبی
بوتورفانول مانند سایر مسکن‌های اپیوئیدی، دارای اثرات سیستم عصبی مرکزی (مانند آرام‌بخشی، گیجی، و سرگیجه) است. تهوع و استفراغ ناشی از آن شایع است. اثرات گوارشی سایر مواد افیونی (بیشتر یبوست) کمتر شایع است. یکی دیگر از عوارض جانبی که افراد مصرف‌کننده دارو تجربه می‌کنند افزایش تعریق است.